# Jakob Semler (Architekt)
Jakob Semler (* 7. März 1920 in Wolnzach; † 2. September 2004) war ein deutscher Architekt und kommunaler Baubeamter.

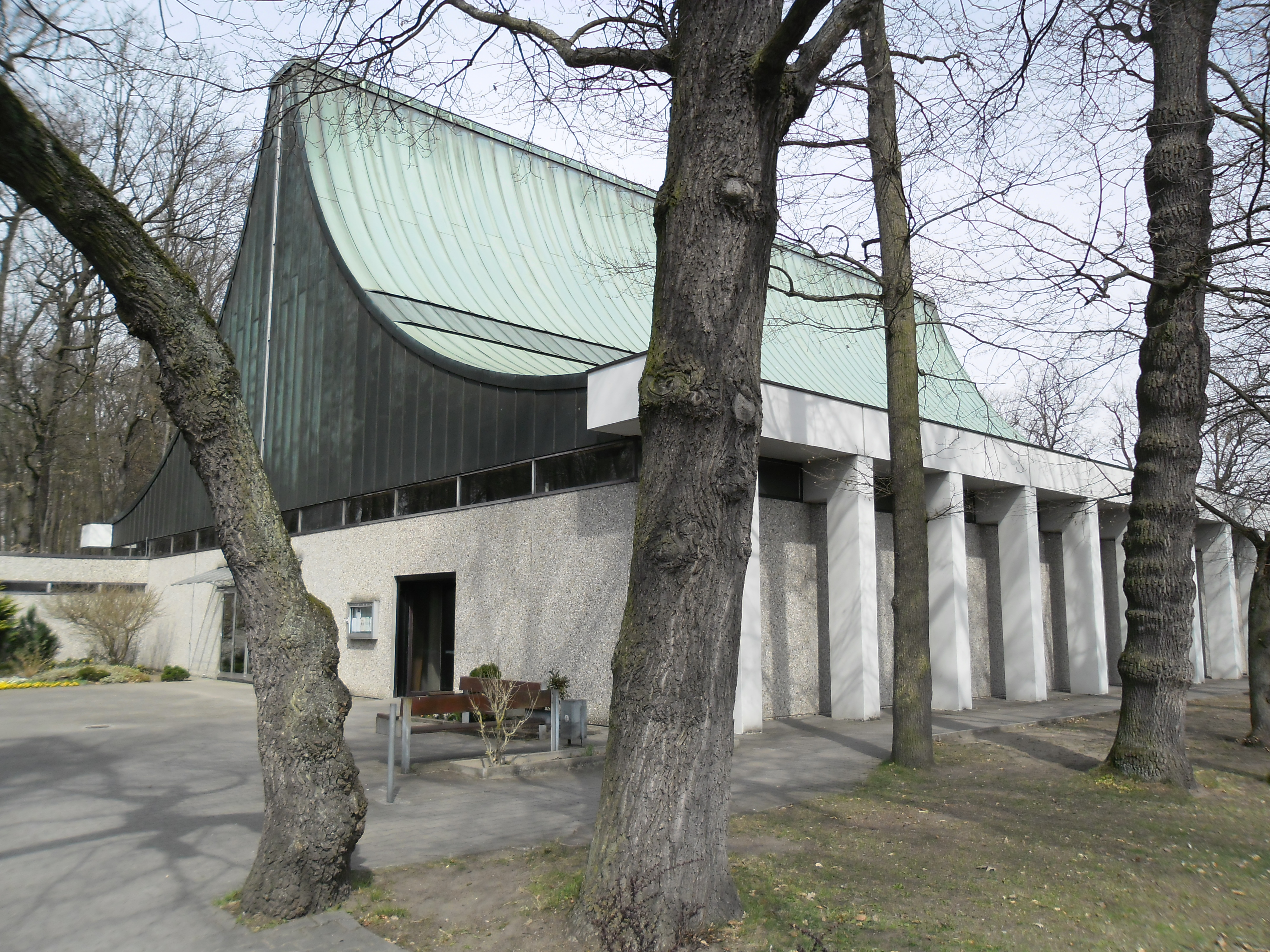
Maria am Hauch, Neuröthenbach

## Werdegang
Jakob Semler studierte nach dem Zweiten Weltkrieg an der Technischen Hochschule München, unter anderem bei Hans Döllgast und Robert Vorhoelzer. Er war zwischen 1975 und 1984 oberster Baubeamter der Stadt Eichstätt. Semler war Mitglied der Arbeitsgruppe Neues Bauen im Deutschen Werkbund Bayern, deren Ziel die gedankliche Auseinandersetzung mit neuen internationalen Strömungen des Bauens, aber auch der Dialog mit den Stadtplanern war. Jakob Semler war Mitglied im Bund Deutscher Architekten.
Seine beiden Zwillingssöhne Stefan und Ulrich sind ebenfalls Architekten.

## Bauten

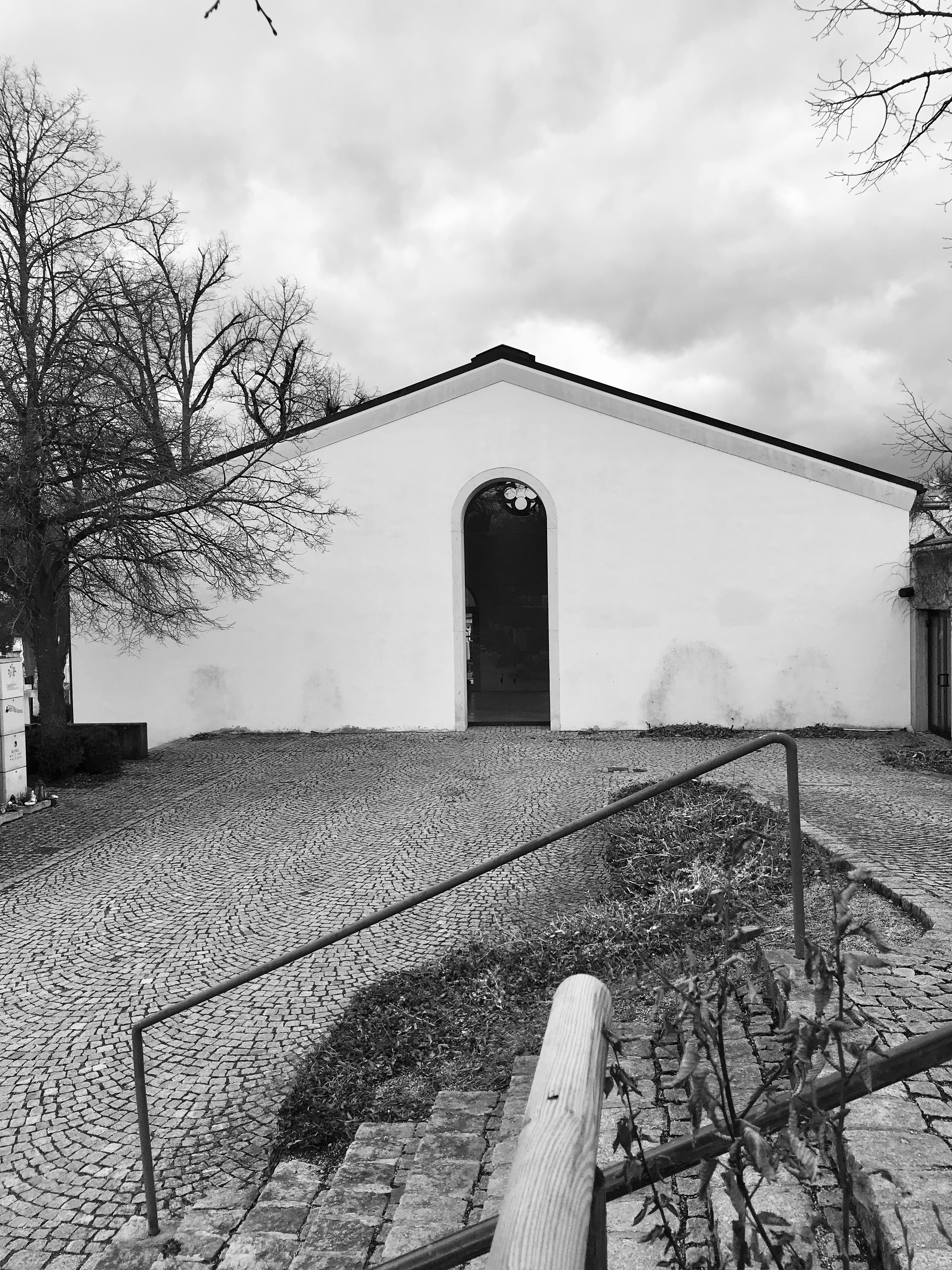
Aussegnungshalle und Erweiterungsbau, Eichstätt-Ostenvorstadt

als Mitglied des Baubüros des Bayerischen Jugendsozialwerk:
- 1950–1951: Westliche Erweiterung der Wohnheimsiedlung Maßmannplatz mit Erik Braun, Wolfgang Fuchs, Herbert Groethuysen, Gordon Ludwig, Jakob Semmler, Grete und Werner Wirsing

eigene Bauten:
- 1959: Apostelkirche, Stockdorf mit Jakob Haider[4]
- 1957–1960: Studentenwohnheim „Geschwister Scholl“, München mit Werner Wirsing
- 1967–1968: Maria am Hauch, Neuröthenbach mit Jakob Haider[5]
- 1968: Handwerkshof, Wulfen
- 1969–1971: Caritas-Seniorenheim St. Walburg, Weißenburg[6] (saniert von Stefan Semler)
- 1972: Kindergarten der Pfarrgemeinde St. Peter in der Müllerbadsiedlung, Oberhaunstadt (verändert)[7][8]
- 1976–1977: Sanierung der Aussegnungshalle und Erweiterungsbau, Eichstätt-Ostenvorstadt
- 1978: Umbau und Erweiterung der ehemaligen Johanneskirche zum Haus des Gastes, Eichstätt
- 1990–1991: Umbau und Sanierung des Steph'schen Domherrnhofs (ehem. Krankenhaus), Eichstätt-Ostenvorstadt[9]
- 1992–1993: Innenraumgestaltung der Kirche zur Schmerzhaften Muttergottes, Hammern[10]